# عبدالستار صبری
عبدالستار صبری (عربی: عبدالستار صبري؛ زادهٔ ۱۹ ژوئن ۱۹۷۴) یک ورزشکار اهل مصر است.
از باشگاه‌هایی که در آن بازی کرده‌است می‌توان به بنفیکا، ماریتیمو، پائوک، و تیم ملی فوتبال مصر اشاره کرد.
وی همچنین در تیم ملی فوتبال مصر بازی کرده‌است.